# Kaskantyú
Kaskantyú é um município da Hungria, situado no condado de Bács-Kiskun. Tem 58,28 km² de área e sua população em 2015 foi estimada em 977 habitantes.